# 阿纳多卢通讯社
阿纳多卢通讯社 （缩写AA）是土耳其的主要通讯社，属于半官方性质，总部位于土耳其安卡拉。
阿纳多卢通讯社成立于1920年4月6日，当时距首次召开土耳其大国民议会还有17天。
截至2020年，阿纳多卢通讯社在100个国家或地区有超过3,000名员工，提供13种语言的新闻。